# Cleveland Clinic Lou Ruvo Center for Brain Health

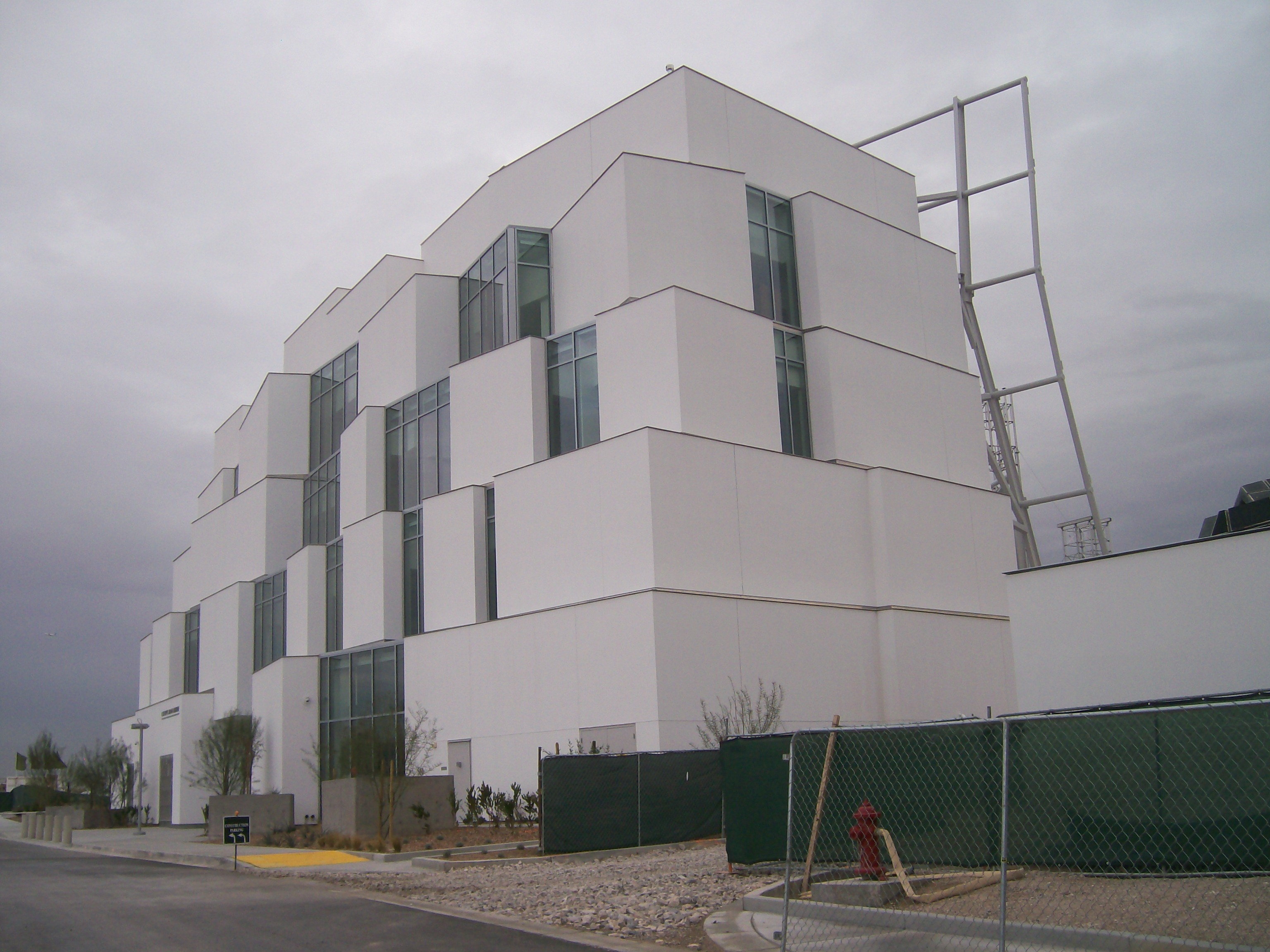
Das „eigentliche“ Klinikgebäude (2009)

Das Cleveland Clinic Lou Ruvo Center for Brain Health (LRCBH), (deutsch: Cleveland Clinic Lou Ruvo Zentrum für Gehirngesundheit) wurde am 21. Mai 2010 in Las Vegas, Nevada, Vereinigte Staaten, eröffnet. Es wird von der Cleveland Clinic betrieben und wurde von Frank Gehry entworfen.

## Geschichte
Das Center geht auf den Einsatz der Initiative Keep Memory Alive (abgekürzt KMA, deutsch: Halte das Gedächtnis am Leben) zurück. Die gemeinnützige Initiative wurde von Larry Ruvo, im Hauptberuf geschäftsführender Gesellschafter des Getränkeunternehmens Southern Wines and Spirits, zum Gedenken an seinen Vater Lou Ruvo, der an Alzheimer erkrankt war, gegründet, zusammen mit seiner Frau Camille, Bobby Baldwin, dem CEO von Mirage Resorts (der seinen Vater ebenfalls an Alzheimer verlor) und Bobby Baldwins Frau Donna. KMA warb für die Gründung eines Lou Ruvo Center for Brain Health und hat mehrere Spendengalas mit Starbesetzung veranstaltet, an denen Prominente und Persönlichkeiten aus der ganzen Welt teilnahmen.
Gelder von Unterstützern wie der Spector Family Foundation, der Roland and Terri Sturm Foundation, Steinberg Diagnostics, dem Hard Rock Hotel and Casino Las Vegas und America Online wurden für den Bau und den laufenden Betrieb der Einrichtung verwendet. Das Zentrum ist zu einer landesweiten Quelle für aktuelle Forschungsergebnisse und wissenschaftlichen Informationen zur Behandlung von Alzheimer, Parkinson, Huntington-Krankheit, Multipler Sklerose und Amyotrophe Lateralsklerose (ALS) geworden. Außerdem liegt ein Schwerpunkt auf Prävention, Früherkennung und Aufklärung.

## Architektur
An den direkt beauftragten Architekten Frank Gehry wurde die Anforderung gestellt, nicht den Eiffelturm und die Freiheitsstatue zu übertreffen, die als Kopie bereits Teil des Stadtbildes von Las Vegas sind, aber trotzdem etwas „Einzigartiges“ zu schaffen. Von der Stadt Las Vegas wurde KMA dafür ein Grundstück an einer viel befahrenen Straßenkreuzung überlassen, gelegen im Gebiet des geplanten neuen Stadtteils Symphony Park.
Der realisierte Entwurf besteht aus zwei gegenteiligen Teilbereichen auf dem nördlichen und dem südlichen Grundstücksteil, die über einen Innenhof miteinander verbunden sind. Im Norden bildet ein Baukörper aus einem abgestuften Stapel rechteckiger Kästen, verkleidet mit weißem Stuck und verglasten Nischen, die „logische“ vierstöckige medizinische Klinik, die Patientenräume, Neurobildgebungsräume und Forschungsräume enthält. Im Süden befindet sich ein großes Atrium unter einer wellenförmigen Struktur aus Edelstahl und Glas – ein Sinnbild für kreatives Denken. Letztgenannter Bereich wird für Hochzeiten, Partys und Galas vermietet, um Einnahmen für den laufenden Betrieb des Forschungszentrums zu erwirtschaften.
Die beiden Teile sind mit dem Aufbau des menschlichen Gehirns und den beiden Gehirnhälften verglichen worden. Für den Architekturkritiker der Los Angeles Times Christopher Hawthorne sind das aber keine Gegensätze, sondern Zustände, die wie in der Arbeitsweise des menschlichen Gehirns ineinander übergehen. Zu erwähnen ist auch die Gartenanlage: Wege, Ansichten, Bepflanzung, Kunstobjekte, Sitzgelegenheiten sind auf kleinem Raum mit dem Gebauten abgestimmt. Das LRCBH glänzt bei Tageslicht und ist nachts bunt illuminiert.
Wie in anderen seiner Bauten löst Gehry auch im LRCBH als einstiger Vorreiter des Dekonstruktivismus rechte Winkel, Symmetrien und Geometrien auf. Nach Auffassung von Erna Bakalova ist das LRCBH nur auf den ersten Blick eine Mischung aus unzusammenhängenden Formen und schimmerndem Metall, sondern regt im Zusammenhang mit der Nutzung zum Nachdenken über die Komplexität des menschlichen Gehirns an.

## Rückblick auf den Spatenstich 2007
Der feierliche Spatenstich für das Lou Ruvo Center for Brain Health erfolgte am 9. Februar 2007. Zu den Gästen, die an der Grundsteinlegung für das 70 Millionen Dollar teure Projekt teilnahmen, gehörten der Gründer Larry Ruvo, Frank Gehry, die US-Senatoren Harry M. Reid und John Ensign; die Abgeordneten des Repräsentantenhauses Shelley Berkley, Jon Porter und Dean Heller, Gouverneur Jim Gibbons, Bürgermeister Oscar Goodman, der ehemalige Gouverneur Kenny Guinn, Gouverneur Arnold Schwarzenegger, Kevin Spacey und John Cusack.

## Bildergalerie

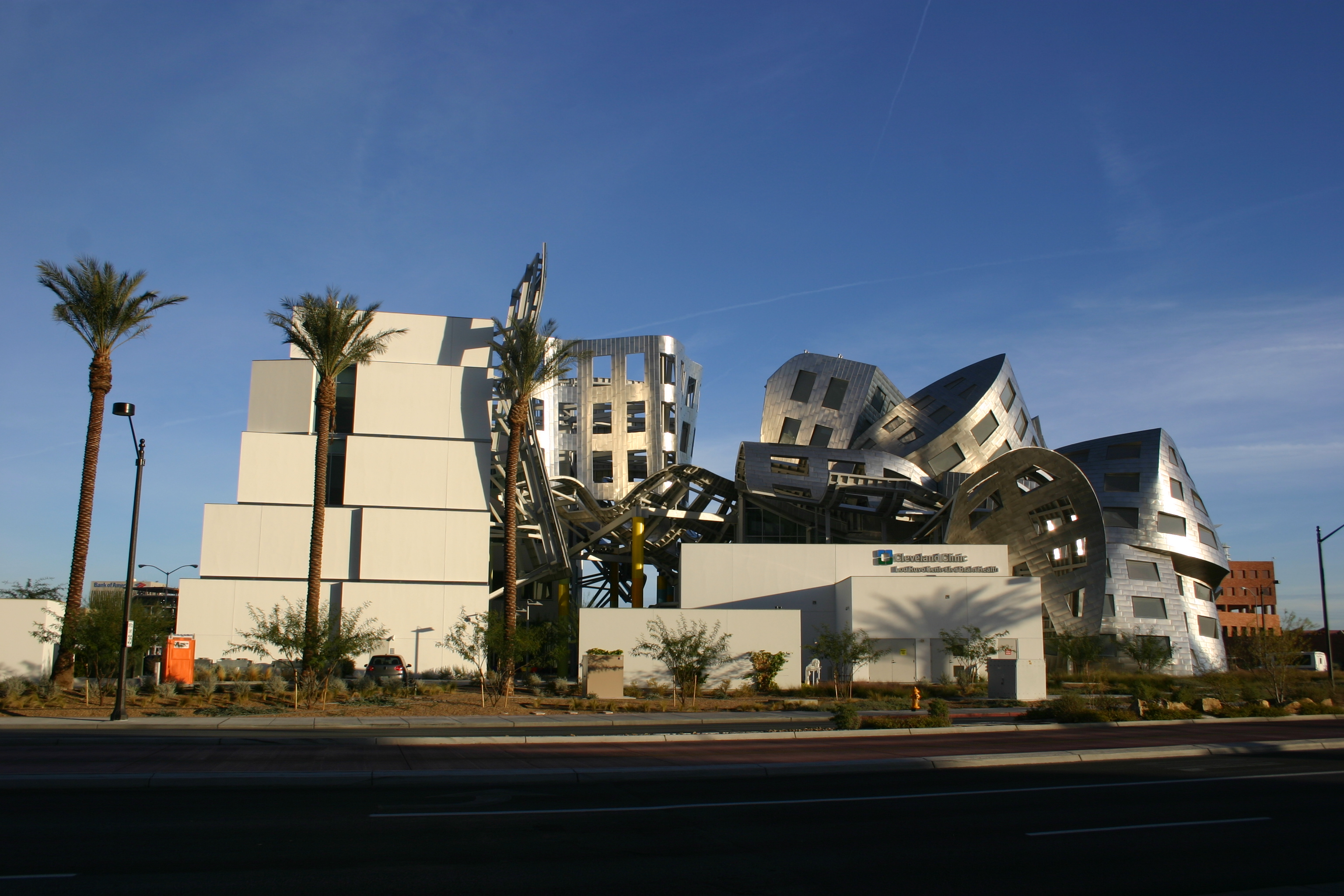
Ansicht von Westen
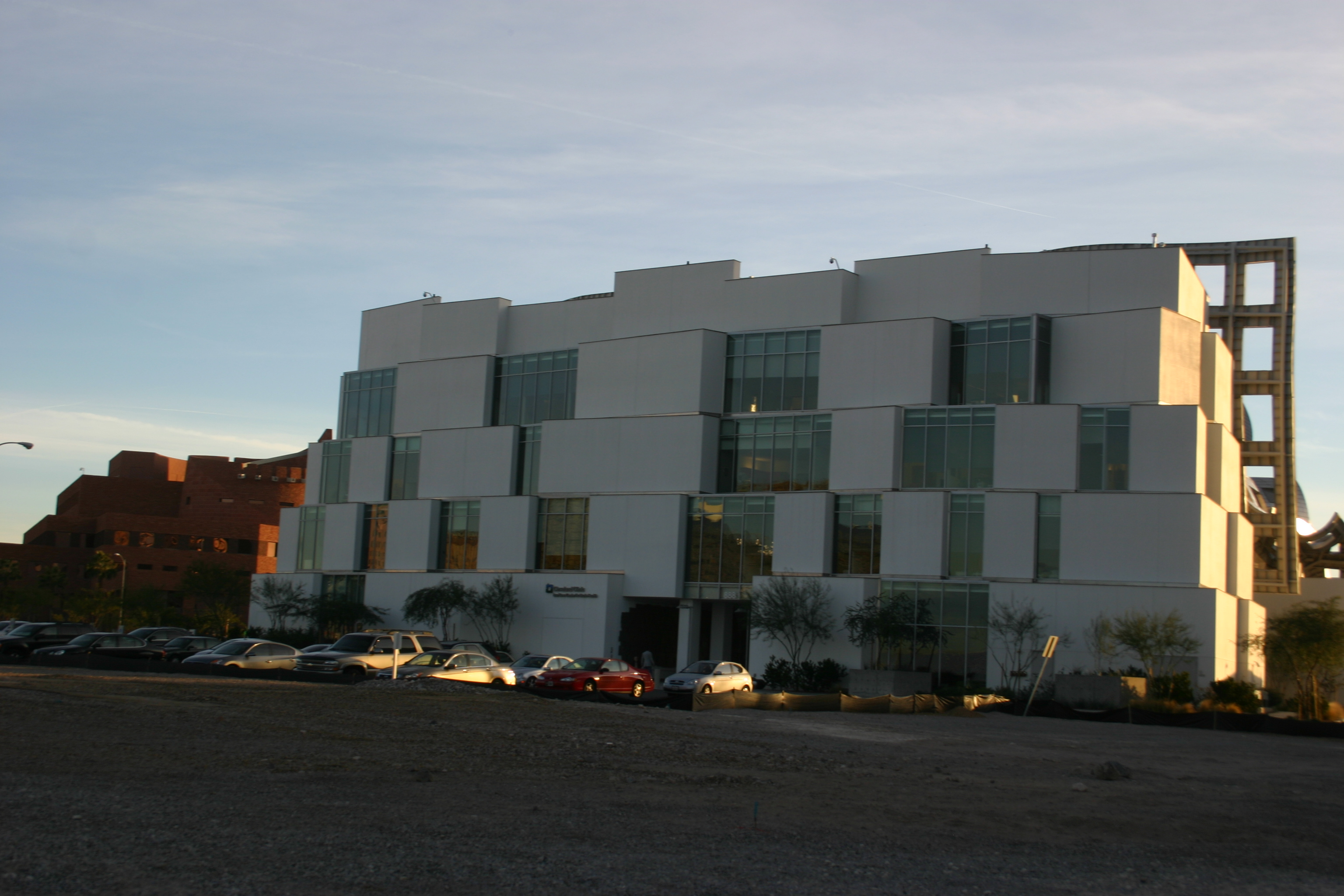
Ansicht von Norden
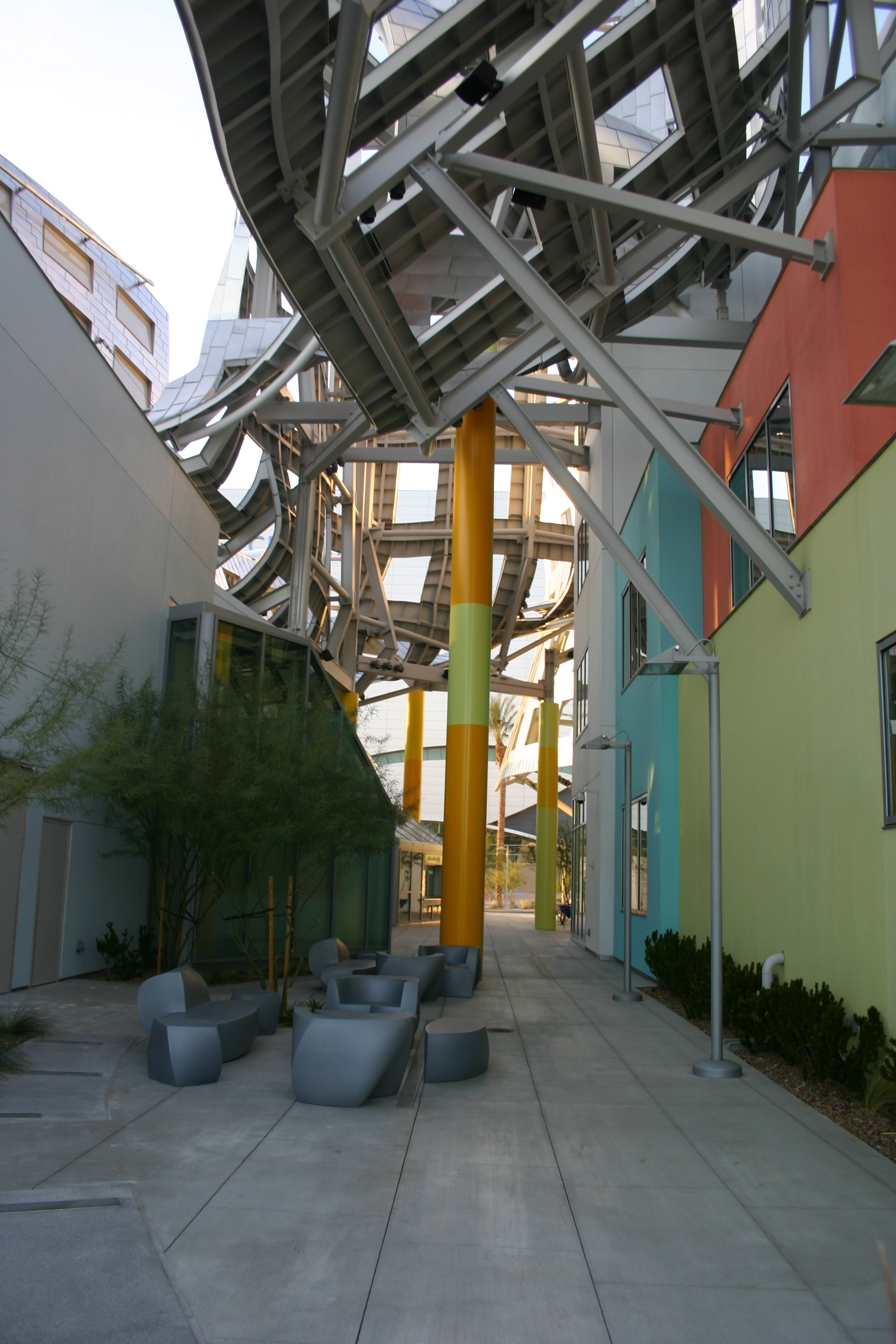
Das Atrium in der Mitte des Gebäudes
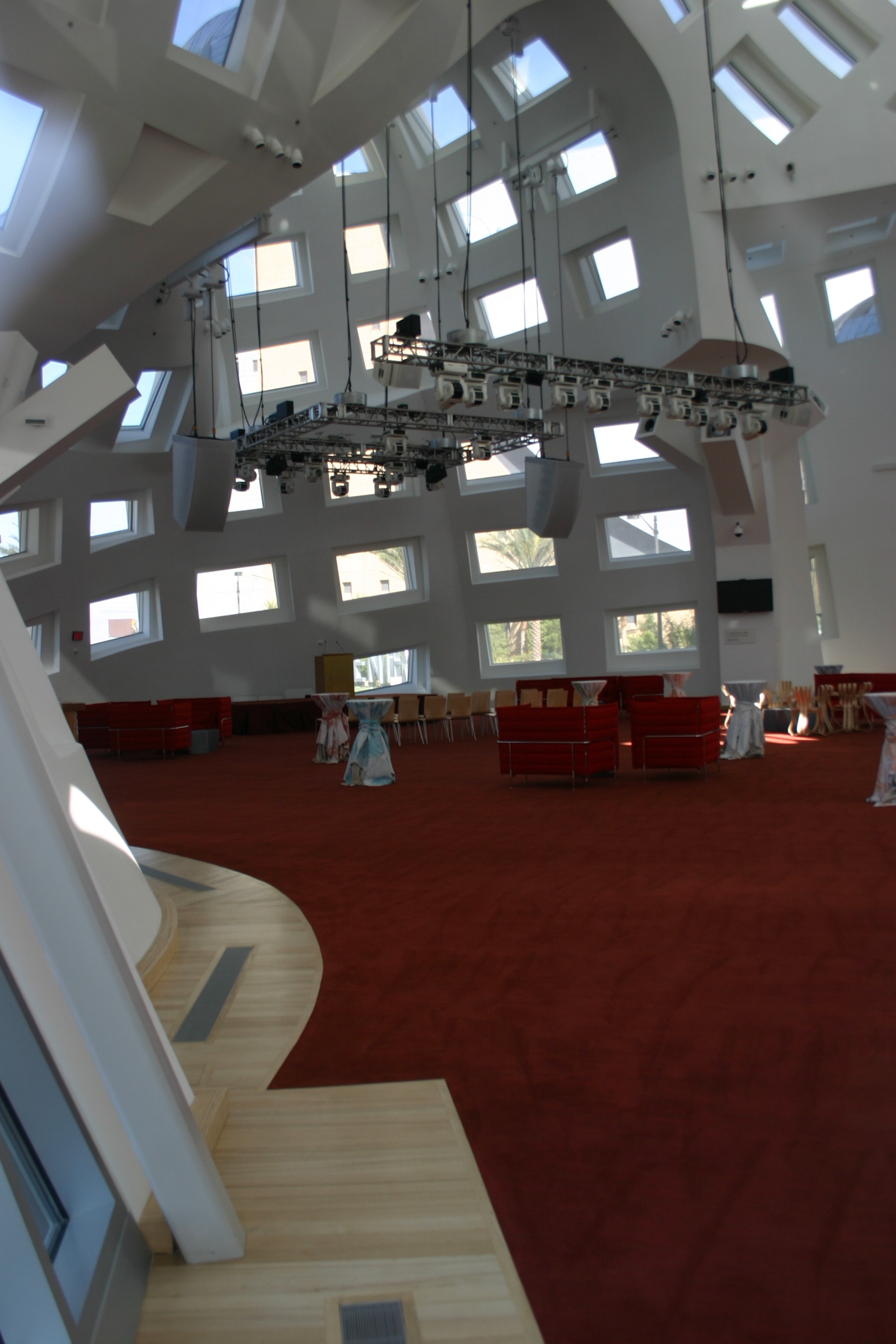
Im Veranstaltungsraum
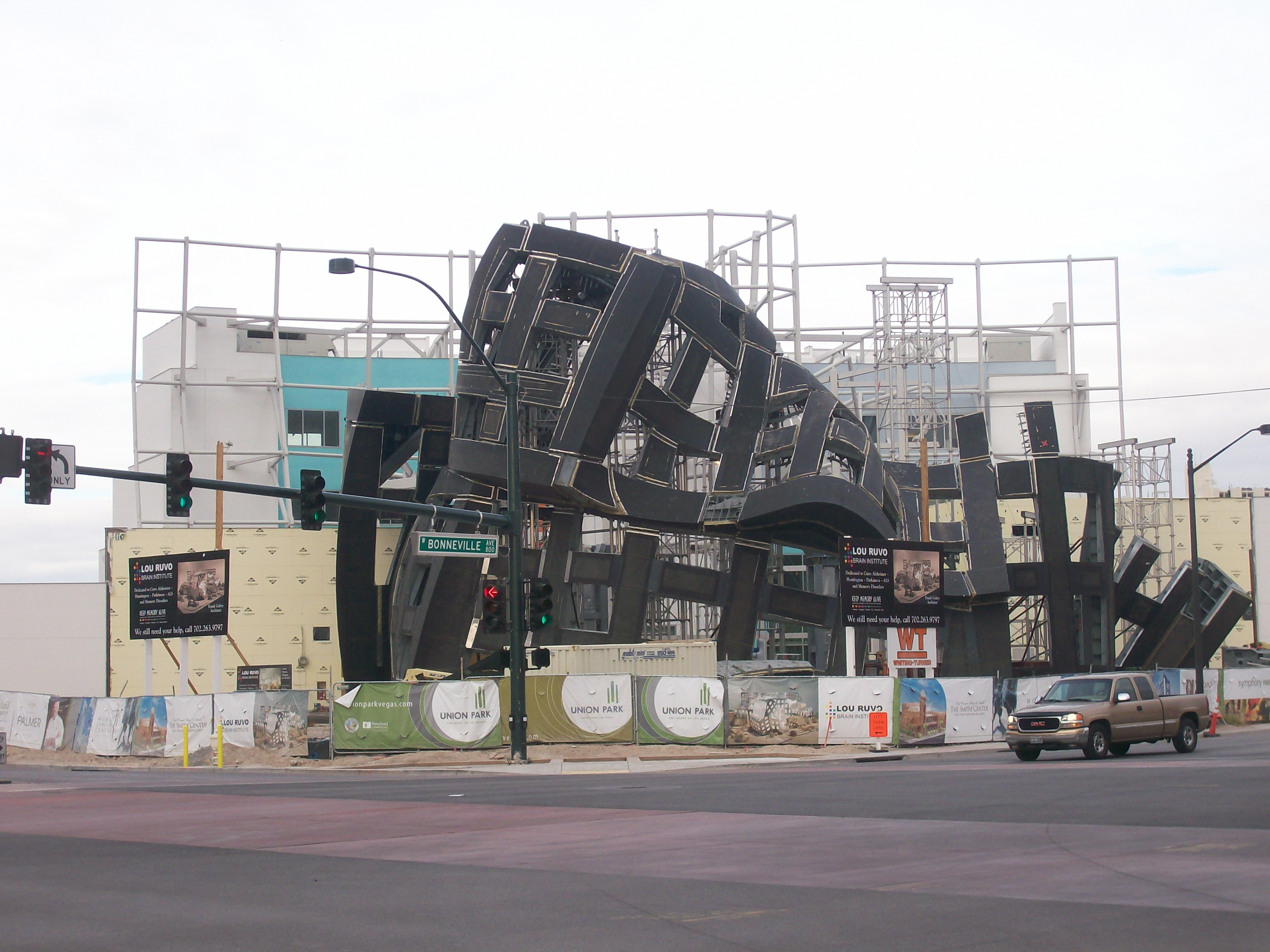
Bauphase (Januar 2009)
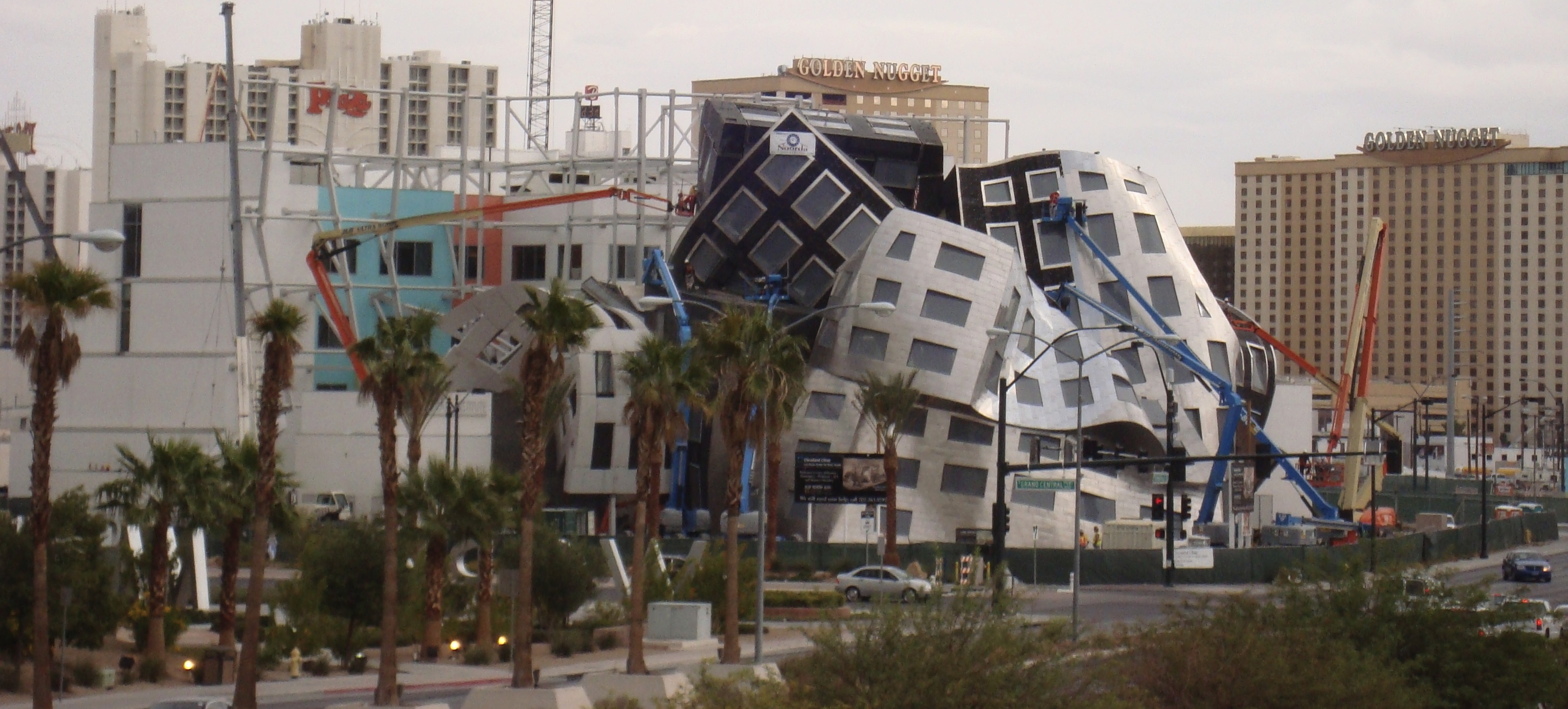
Bauphase (Oktober 2009)